# GMC・ジミー
ジミー（Jimmy ）は、GMCが1969年から2001年まで生産していたSUVである。

## 初代（1969年-1972年）
1969年に発表された。

## 2代目（1972年-1991年）
1972年に発表された。ボディサイズ、排気量共に大型化された。

## 3代目（1982年-1993年）
1982年、GMは小型SUV枠を補完するべくシボレー・S-10ブレイザーの供給を受け世に送り出した。
1991年、先代ジミーの廃止を受けてS-15ジミーはジミーと改名。これ以降ジミーは小型SUVの名前となった。

## 4代目（1993年-2001年）
1993年に発表された。
1998年、フェイスリフト。